# Aston
Az Aston folyó Franciaország területén, az Ariège  bal oldali mellékfolyója.

## Földrajzi adatok
A folyó Ariège megyében a Pireneusokban ered 2150 méteren, közvetlenül az andorrai határ mentén, és Les Cabannes városkánál torkollik az Ariège-be. Hossza 23,5 km. 
Mellékfolyója a Quiol.

## Megyék és városok a folyó mentén
- Ariège: Aston, Les Cabannes